# Gaston Englert
Luiz Adolpho Gaston Englert (Porto Alegre, 2 de março de 1895 — Porto Alegre, 8 de novembro de 1965) foi um político brasileiro. Exerceu o mandato de deputado federal constituinte pelo Rio Grande do Sul em 1946. Foi presidente da Associação Leopoldina Juvenil.